# Opera Company of Boston
L'Opera Company of Boston era una compagnia d'opera americana con sede a Boston, Massachusetts, attiva dalla fine degli anni '50 agli anni '80. La compagnia fu fondata dalla direttrice americana Sarah Caldwell nel 1958 con il nome di Boston Opera Group.

## Storia
Un tempo il ramo itinerante della compagnia si chiamava Opera New England. La Caldwell è stata sia regista che direttore d'orchestra per la maggior parte delle produzioni della compagnia nel corso dei suoi oltre tre decenni di storia. Sotto la sua guida la compagnia presentò un repertorio di oltre 75 opere che provenivano da una vasta gamma di periodi e stili musicali, comprese molte opere inedite negli Stati Uniti e un numero significativo di opere contemporanee.
Questa attenzione ad un repertorio distinto, insieme all'innovativa regia teatrale della Caldwell, raccolse il plauso del gruppo e le valse un posto tra le principali compagnie d'opera negli Stati Uniti. Nel 1990, dopo 32 stagioni, la compagnia fu costretta a chiudere a causa di difficoltà finanziarie.

### Le origini
Nel 1958 Sarah Caldwell e Linda Cabot Black, tra gli altri, fondarono l'Opera Company of Boston con soli 5000 $, iniziando con una produzione di Voyage to the Moon di Jacques Offenbach che fu presentata al Boston Common con un cast che includeva Adelaide Bishop come Queen Popotte . Salutata dal Boston Globe come una produzione magistrale, la compagnia fu invitata a presentare il lavoro sul prato della Casa Bianca in una performance alla presenza del presidente Dwight D. Eisenhower. Sulla scia di questo successo la Caldwell decise di mettere in scena una produzione de La bohème di Puccini.

### 1958–1979
A questo punto la compagnia lirica non aveva un teatro stabile. Il Boston Opera House, vecchio di 50 anni, era in disuso da molto tempo e fu demolito pochi mesi prima che la Caldwell fondasse la sua compagnia. Alla fine lei decise di affittare il Donnelly Theatre per lo spettacolo de La Boheme e quel teatro divenne il luogo delle esibizioni della compagnia fino a quando non fu demolito dieci anni dopo, nel 1968.
Dopo il 1968 la compagnia trascorse i successivi 7 anni alla ricerca di un luogo stabile per esibirsi e visse un'esistenza nomade, esibendosi in vari luoghi tra cui lo Shubert Theatre, il Kresge Auditorium del MIT, il Cyclorama e la Tufts Field House. Finalmente nel 1975 la compagnia decise di affittare il Teatro Orpheum dove si tenne spettacoli per i successivi cinque anni.

### 1980–1990
Sebbene l'Orpheum Theatre fosse adeguato alle esigenze della compagnia, la Caldwell sognava di avere una sua struttura. Nel 1978 la compagnia acquistò il B. F. Keith Memorial Theatre, un ex cinema in Washington Street, nel centro di Boston. Il teatro fu acquisito con l'aiuto della mecenate dell'opera Susan Timken, l'erede della fortuna di un'importante compagnia del New England. Al momento dell'acquisto il teatro era fatiscente ma aveva un grande potenziale, essendo in grado di ospitare 2.500 persone e possedendo sia una buona acustica che un'architettura opulenta. Tuttavia il palco era profondo solo 35 piedi e quindi un po' limitante. Inoltre una completa ristrutturazione del teatro era impossibile, poiché la compagnia non era in grado di sostenere le spese di tutte le riparazioni necessarie. Nonostante questi problemi la Caldwell andò avanti e la compagnia si trasferì nella loro nuova sede nel 1980, ribattezzando il teatro Boston Opera House. Alla fine il costo della manutenzione dell'edificio si rivelò eccessivo perché sempre più cose cominciarono a cedere. La compagnia non poteva permettersi di mantenere l'edificio e lo vendette dopo la stagione 1989/1990 ad un imprenditore texano. Anche se la compagnia tecnicamente restò in vita ancora per un altro anno, non hanno mai più prodotto un'altra opera dopo questo momento.

### Eredità
Nel corso della sua storia un impressionante elenco di cantanti si è esibito con l'Opera Company of Boston (OCB). Anche dai primi anni al Donnelly, la Caldwell riuscì ad attrarre artisti di prim'ordine, in particolare Beverly Sills e Joan Sutherland, nella lista dei cantanti della compagnia. Aveva anche occhio per i talenti emergenti con cantanti come James Billings che iniziarono con la compagnia. Altri cantanti importanti che hanno cantato nelle produzioni OCB comprendono Eunice Alberts, John Alexander, Richard Cassilly, Plácido Domingo, Donald Gramm, Marilyn Horne, Eva Likova, Elaine Malbin, Éva Marton, Sherrill Milnes, Magda Olivero, Renata Tebaldi, Norman Treigle, Shirley Verrett, Anja Silja e Jon Vickers tra molti altri.
Allo stesso modo, un certo numero di persone importanti ha lavorato nello staff della compagnia o ha prestato servizio in qualche altra funzione artistica. Ralph Lyford è stato direttore associato della compagnia per diversi anni e Kent Nagano iniziò la sua carriera di direttore con la società. Laszlo J. Bonis è stato il suo presidente (1967–1986) e Dar Williams ha lavorato come direttore di scena per la compagnia. Anche molti importanti designer hanno lavorato con l'azienda, tra cui Rudolf Heinrich, Ming Cho Lee, Herbert Senn, Helen Pond, Gilbert Vaughn Hemsley, Jr. e David Sharir. Il ballerino Pat Colgate si è esibito con la compagnia in diverse occasioni. Il direttore associato, Esquire Jauchem ha proseguito a fondare il Boston Repertory Theatre (con l'assistenza di Sarah Caldwell) che produce, dirige e progetta opere, teatro e televisione.
Durante i suoi 32 anni di storia, l'Opera Company of Boston ha ottenuto riconoscimenti internazionali per la sua programmazione innovativa. Sotto la guida della Caldwell, la compagnia ha messo in scena le prime americane di opere come Moses und Aron di Arnold Schönberg, Guerra e pace di Sergei Prokofiev, Les Troyens e Benvenuto Cellini di Hector Berlioz, Intolleranza 1960 di Luigi Nono, Lulu di Alban Berg, Montezuma di Roger Sessions e Taverner di Peter Maxwell Davies per citarne solo alcune.